# Hydroptila phoeniciae
Hydroptila phoeniciae är en nattsländeart som beskrevs av Dia och Lazar Botosaneanu 1983. Hydroptila phoeniciae ingår i släktet Hydroptila och familjen smånattsländor. Inga underarter finns listade i Catalogue of Life.